# معركة دليوم
وقعت معركة دليوم (أو دليون، وهي مدينة في مقاطعة بيوتيا) عام 424 قبل الميلاد خلال الحرب البيلوبونيسية بين شعبي أثينا وبيوتيا -الذين كانوا حلفاء لإسبرطة- وانتهت بحصار مدينة دليوم في الأسابيع التي تلتها.

## المعركة

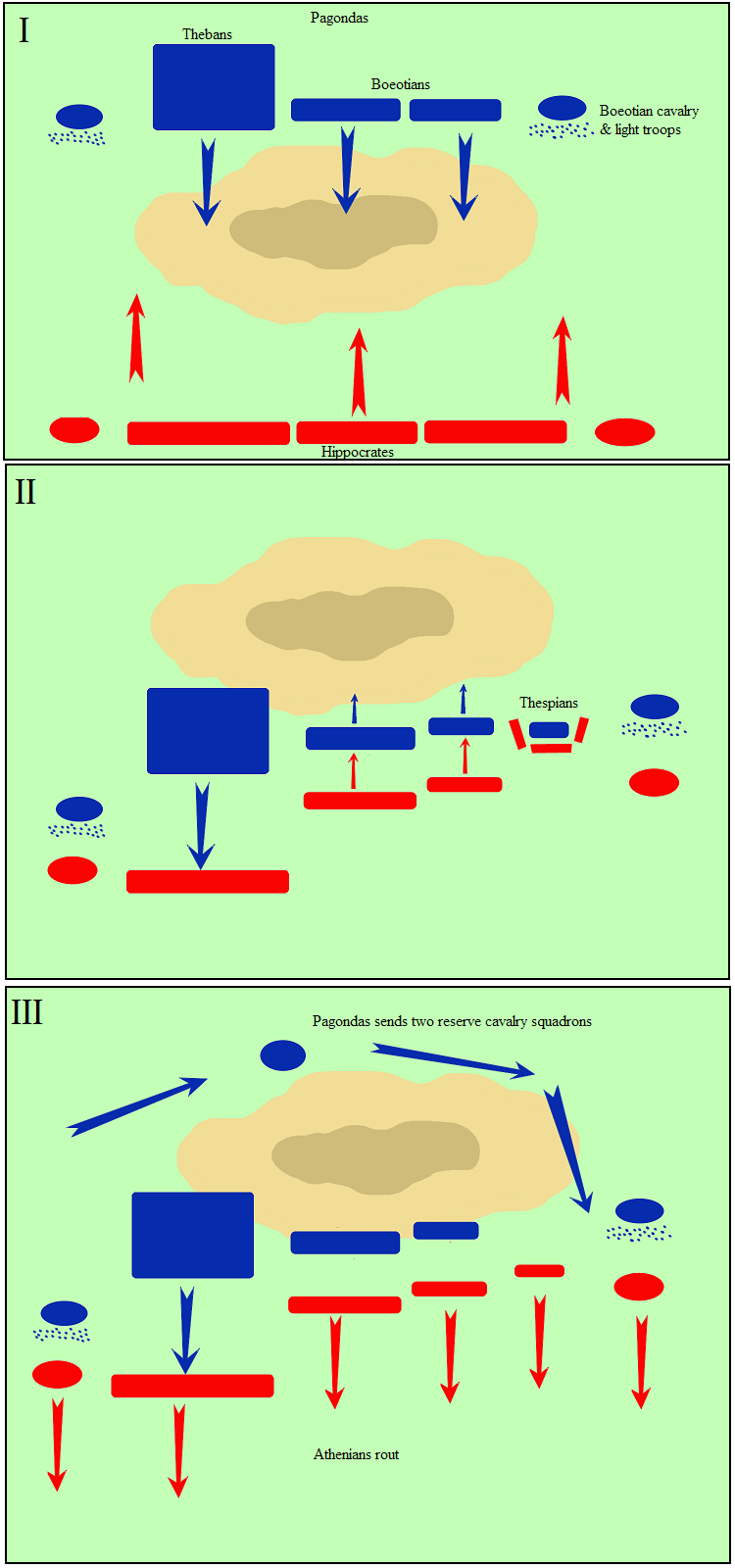
سير القوات خلال المعركة